# 犹太自治主义
犹太自治主义（英語：Jewish Autonomism）是一种非錫安主義的政治运动和意识形态，与当代的自治主义无关，起源于俄罗斯帝国和奥匈帝国，后来在19世纪末和20世纪初传播到东欧其他国家。在19世纪末，犹太自治主义被视为“与锡安主义共同构成现代犹太人最重要的政治表达之一。”其主要倡导者之一是历史学家和活动家西蒙·杜布诺。犹太自治主义常被称为“杜布诺主义”或“民众主义”。
犹太自治主义者认为，犹太人作为一个民族的未来生存依赖于他们的精神和文化力量，发展“精神民族性”，并且只要犹太社区保持自治、拒绝同化，犹太侨民的生存能力就会得到保障。自治主义者常常强调现代意第绪文化的活力。犹太自治主义的各种理念被纳入民众党、犹太社会主义工人党和立陶宛、波兰和俄罗斯犹太工人总联盟等社会主义犹太人政党的纲领中。
犹太自治主义与奥地利马克思主义者的观点相似，他们主张在多民族的奥匈帝国内实现民族个人自治。犹太自治主义与美国的文化多元主义者（如兰道夫·伯恩和霍勒斯·卡伦）的观点也有相似之处。